# Spazio di Reinke
Lo spazio di Reinke è una cavità virtuale situata nella laringe, nella zona delle corde vocali, che permette funzione fonatoria di quest'ultime.
Deve il suo nome all'anatomista tedesco Friedrich Berthold Reinke.

## Anatomia
È delimitato superficialmente dall'epitelio della corda vocale vera e profondamente dal connettivo elastico del legamento vocale. Scarsamente vascolarizzato e poco provvisto di tessuto ghiandolare, è formato da tessuto mesenchimale lasso.

## Patologia
Può andare incontro a edema, denominato edema di Reinke, in seguito a fenomeni irritativi, come nel caso di forte tabagismo, portando allo sviluppo della classica "voce da fumatore".